# Museo Marceliano Santa María
El museo de Marceliano Santa María, en la ciudad de Burgos, expone las principales obras de uno de los pintores castellanos más importantes de la modernidad, Marceliano Santa María. El museo es de titularidad municipal, la entrada es gratuita y ocupa la primera planta de los restos del Monasterio de San Juan.

## Horarios
- Domingos: 11:00 a 13:50 horas.
- Cerrado: lunes y festivos.

De martes a sábado
- Mañanas: 11.00 a 13.50h.
- Tardes: 17.00 a 21.00h.

Domingos
- 11h a 13:50h.